# Dorosłe dzieci rozwiedzionych rodziców
Dorosłe dzieci rozwiedzionych rodziców (DDRR) - jest to zespół pewnych cech, zachowań u części dorosłych osób, których rodzice się rozwiedli. Do najczęściej występujących zachowań dorosłych dzieci rozwiedzionych rodziców zalicza się np.:
- strach przed wchodzeniem w relacje intymne
- strach przed rodzicielstwem
- ograniczone zaufanie
- częstsze występowanie załamań nerwicowych oraz depresje[1]